# Висячий сад Малого Эрмитажа
Вися́чий сад Ма́лого Эрмита́жа — составляющая часть здания Малого Эрмитажа, входящего в музейный комплекс Государственного Эрмитажа, построен в 1764—1773 годах архитекторами Ж. Б. Валлен-Деламотом и Ю. М. Фельтеном, перестроен в 1841 году В. П. Стасовым. Висячий сад расположен на уровне второго этажа, над помещениями бывших конюшен и манежа, и занимает пространство между галереями, соединяющими Северный и Южный павильоны Малого Эрмитажа.
Закрытый со всех сторон высокими стенами сад имеет свой микроклимат: близость Невы смягчает температурные перепады, а ориентация сада (с севера на юг) обеспечивает максимальное солнечное освещение в течение всего светового дня. Под садом, в шанцевых сводах существовали инженерные коммуникации, обеспечивавшие дополнительный подогрев. В результате вегетационный период в саду начинался раньше, а осенний листопад наступал позднее, чем в других садах Петербурга.

## История строительства
Со строительства знаменитого Висячего сада и началось возведение здания Малого Эрмитажа.

#### Строительство южной части сада
Проект создания сада был очень важен для императрицы Екатерины II. Она уделила своё время для его рассмотрения во время торжеств, проходящих в Москве по случаю её коронации, и 5 мая 1763 года «недоделанный проект сада» был утверждён и отправлен из Москвы в Петербург на доработку.
Строительство началось в 1764 году под руководством архитектора Ю. М. Фельтена. В процессе строительства южной половины сада Ю. М. Фельтену поступает распоряжение возвести на садике покои для графа Орлова — ныне Южный павильон. Ранее с южной стороны был пристроен некий Каменный трельяж Бецкого, который просуществовал всего несколько месяцев. Уже в 1766 году на построенной части сада начинают высаживать растения. Сад был наполнен центрифольными розами и редкими луковичными цветами. Здесь выставлялись кадки с цветущими «дикими оранжеями и миртусами», доставленными из Гамбурга. Сад был обнесён трельяжной решёткой в виде сучьев с кленовыми листьями и плодами (работа живописной команды Перезинотти).
«В мае 1766 года для установки в висячем садике при освидетельствовании архитектора Фельтена, резного мастера Дункера, штукатурного — Джани и скульптора Баухмана были приобретены две мраморные статуи самою хорошею и чистою работою», аллегорические фигуры «Скульптура» и «Пиктура».

#### Строительство северной части сада

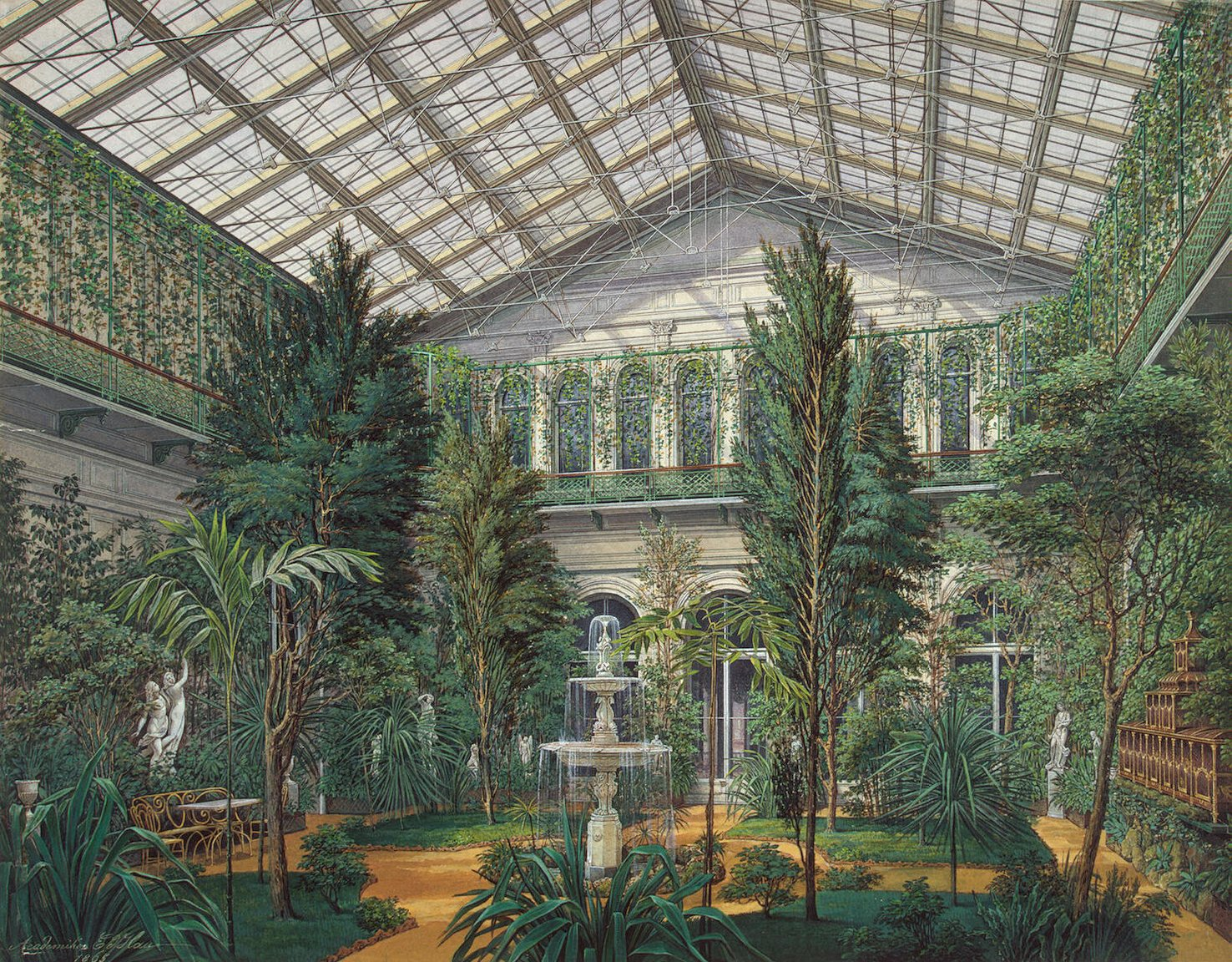
Э. Гау. Виды залов Малого Эрмитажа. Зимний сад

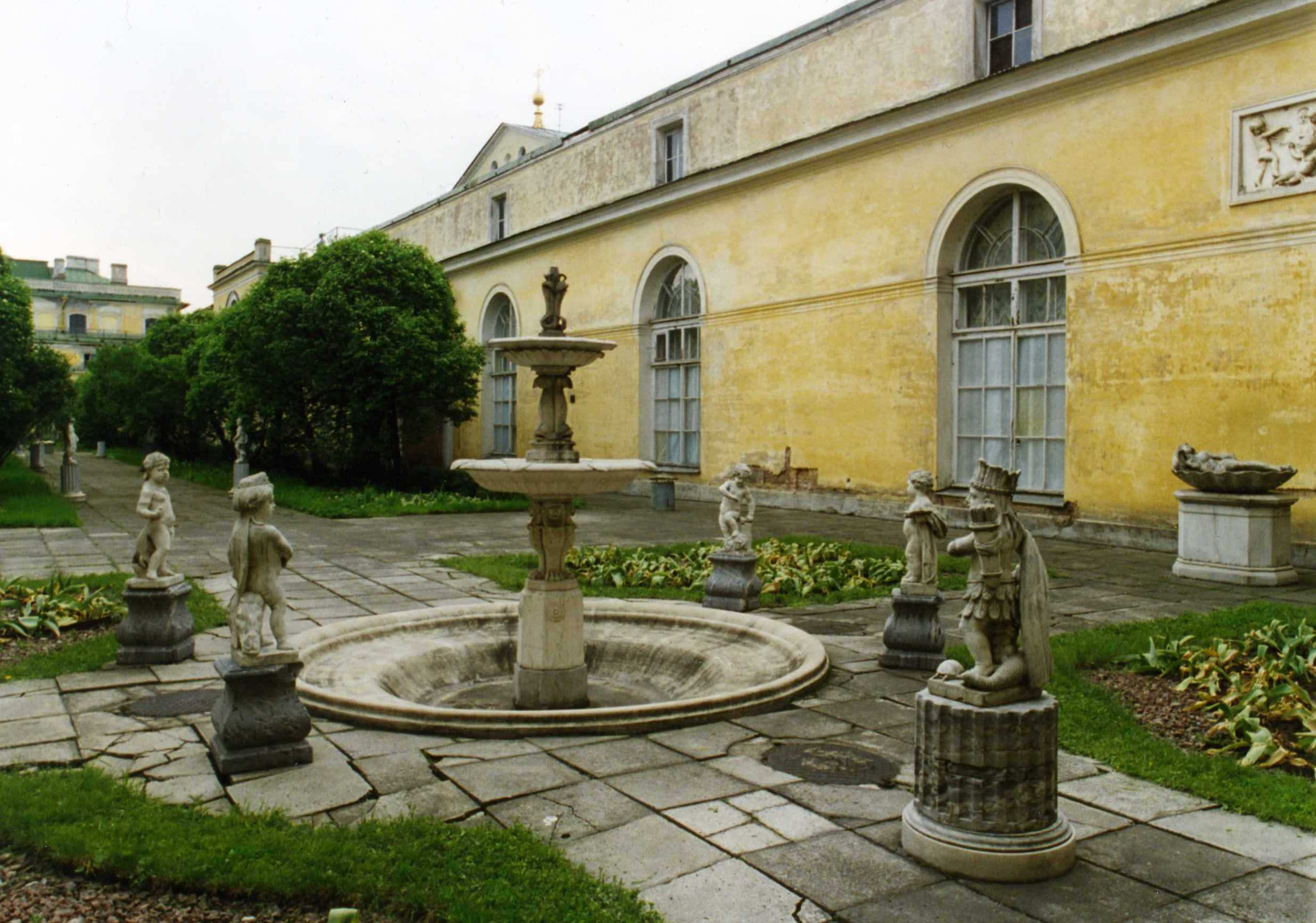
Висячий сад в 1990-х

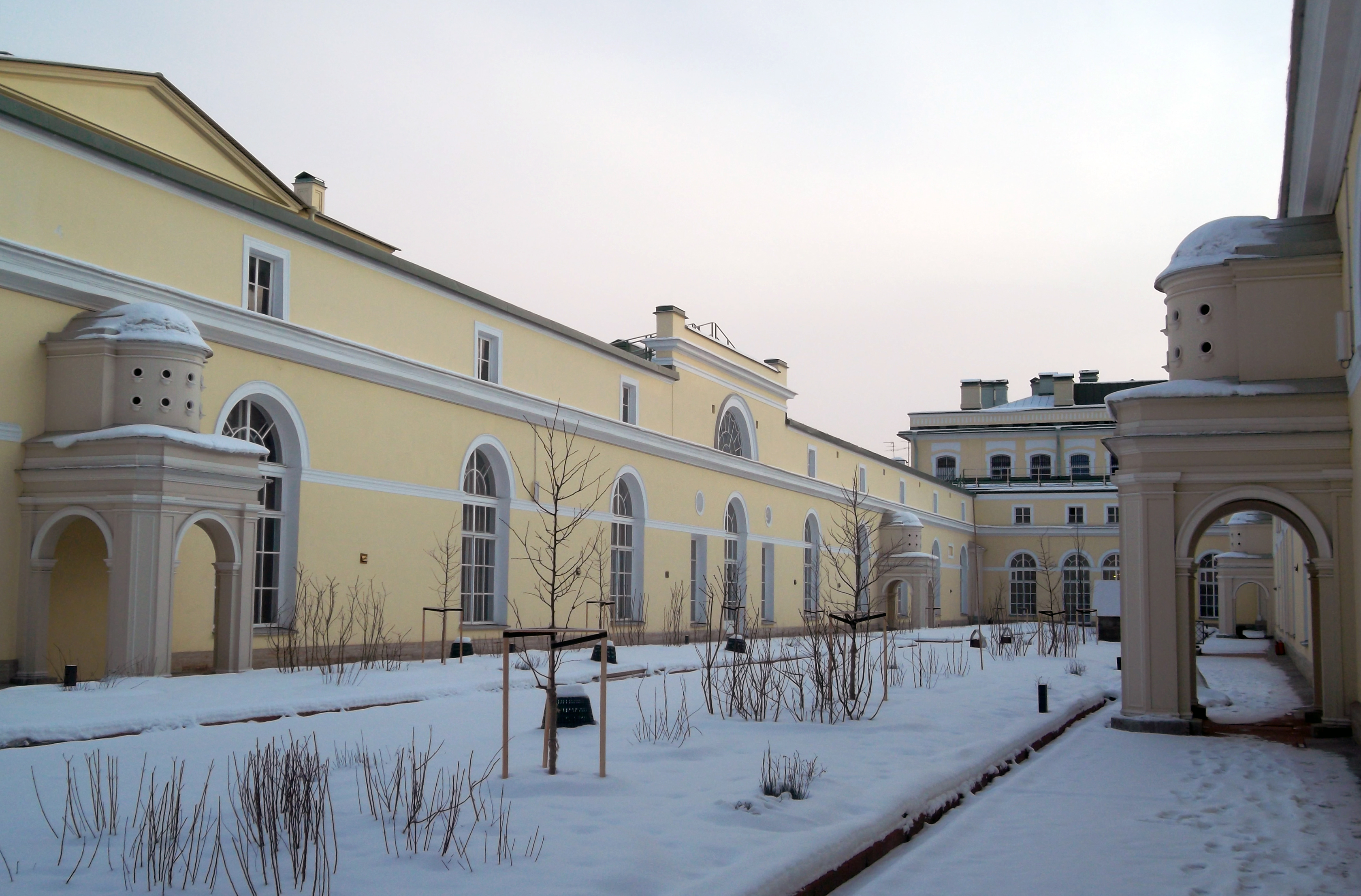
Висячий сад зимой 2012 года

С постройкой «Оранжерейного» — Северного павильона по проекту Ж.-Б. Валлен-Деламота в период с 1767 по 1769 годы завершается строительство сада. Окончательное планировочное решение сада принадлежит также французскому архитектору. В Северном павильоне разместилась оранжерея с Зимним садом (арх. Ю. М. Фельтен, садовник И. Л. Гофмейстер). В 1768 году последовало распоряжение о пристройке двух галерей, западной и восточной, соединяющих Южный и Северный павильоны. Таким образом Висячий сад был ограждён с четырёх сторон, высокие стены боковых галерей окончательно скрыли сад от ветров, аккумулируя солнечное тепло.

#### Реконструкция 1840-х годов
Из-за постоянных протечек и общего обветшания сооружения под руководством архитектора В. П. Стасова и садовника Т. Грея проводится масштабная реконструкция Висячего сада. Согласно новому проекту растения были подобраны так, чтобы продлить короткое северное лето, — азалии, дроки, яблони и др. для августейшей фамилии цвели как бы дважды: первое цветение можно было наблюдать в Висячем саду, второе — в загородных резиденциях, куда на лето выезжал весь двор. Реконструкция проходила с 1840 по 1843 годы.
В целом планировка относилась к рептоновскому типу сада и состояла из кругов, овалов и квадратов различного размера вдоль галерей сада. Деревья располагались треугольниками, вызывающими ассоциации с рисунками масонских ковров. Геометрические символы плана группировались блоками, из которых и составлялось общее композиционное решение сада. Блоки имели свой шаг и рисунок и формировали общую палитру сада, которая изменялась каждый месяц, так как в каждом блоке на протяжении всего вегетационного периода должна была поддерживаться декоративность в изменении сезонных аспектов. Зная, какие растения будут использовать в данных блоках, и определив окончательное расположение этих геометрических фигур, Стасов и Грей составили список необходимых растений.

#### Строительство Зимнего сада
В 1850-х годах А. И. Штакеншнейдер в северной части открытого сада возвёл Зимний сад.

## Современное состояние

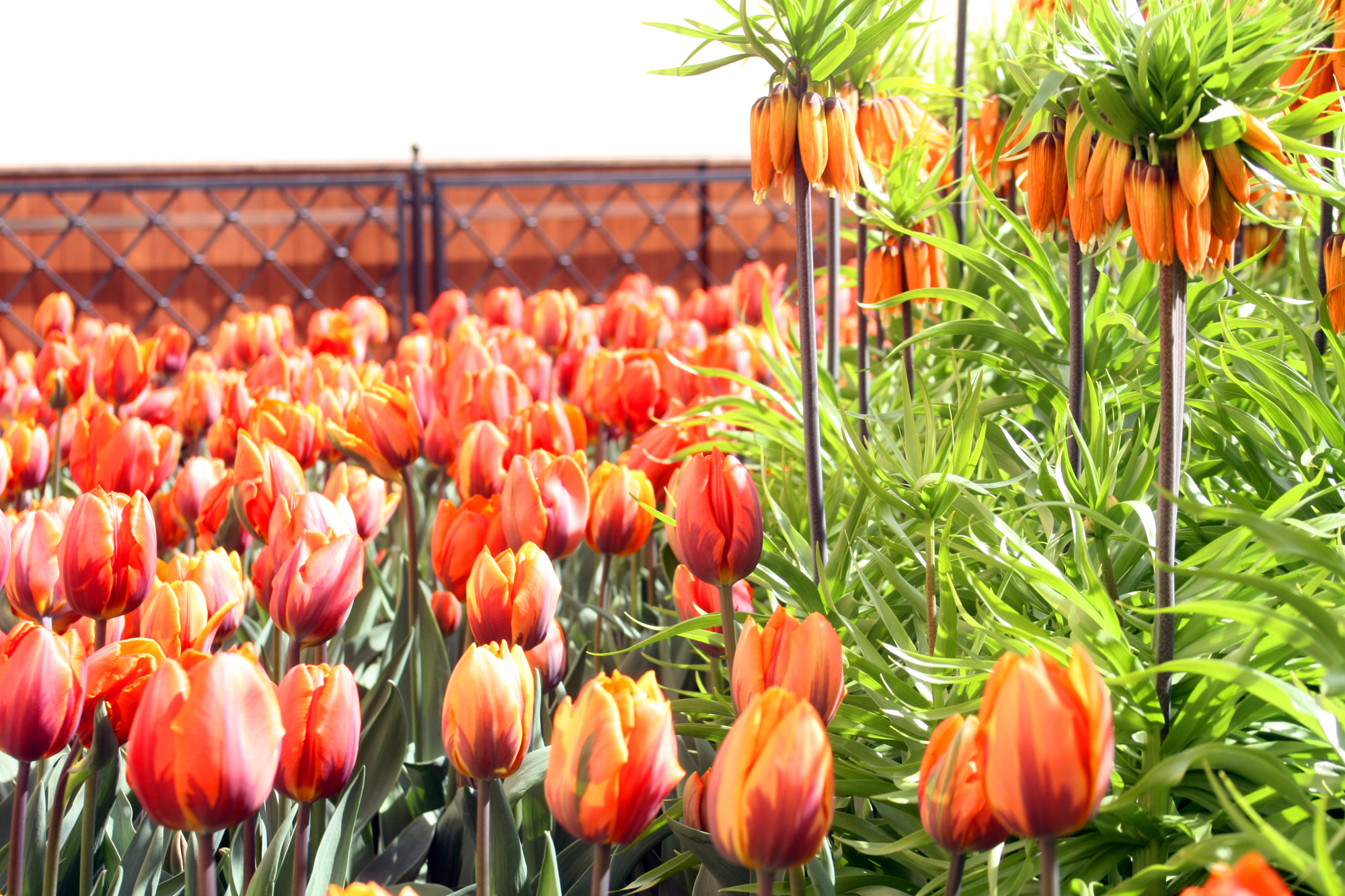
Фритиллярии «Аврора» и тюльпаны «Эрмитаж»

В 2004 году сад был закрыт на комплексную инженерно-техническую реконструкцию, которая включала в себя полную замену гидроизоляционного слоя и систему дренажа, а также восстановление планировочного решения 1843—1855 гг. Мощение из плит было заменено на особый асфальт. Перед началом работ боярышники, кизильник, сирени и форзиции были пересажены на территорию Фондохранилища. Реконструкция продолжалась долго и закончилась только в конце 2011 года, когда были высажены новые растения. Зимний сад Штакеншнейдера не был восстановлен, но его границы отмечены парапетом. Весной 2012 года в саду вновь распустились почки и зацвели цветы.
Результатом проведённой работы явилась полная расшифровка стасовского плана, в котором все растения из архивной описи заняли своё место. Каждая сторона сада имеет свой рисунок, что создаёт живописную объёмно-пространственную композицию. Это достигается за счёт чередования графика цветения, плодоношения, изменения окраски листвы, архитектурности крон и изменения чередования блоков и видового состава растений.

#### Состав растений
Период, на который производилась реставрация сада, ознаменован работами двух архитекторов: В. П. Стасова (1843—1845 гг.), А. И. Штакеншнейдера (1855 г.) и садовников: Т. Грея и В. Ф. Грея. Все растения представляют собой красивоцветущие деревья и кустарники и подобраны так, что сад с весны до осени расцвечивается разными красками за счёт непрерывной смены цветения, плодоношения. В саду высажены в том числе фритиллярии (сорт «Аврора»), тюльпаны (сорт «Эрмитаж»), каринка, деревья облепихи, сливы, яблони и сирень.

#### Скульптурное убранство и малые формы
К 2009 году были выполнены работы по воссозданию пяти скульптур. Все скульптуры были выполнены методом прямого копирования с оригиналов и отлиты из полимербетона.

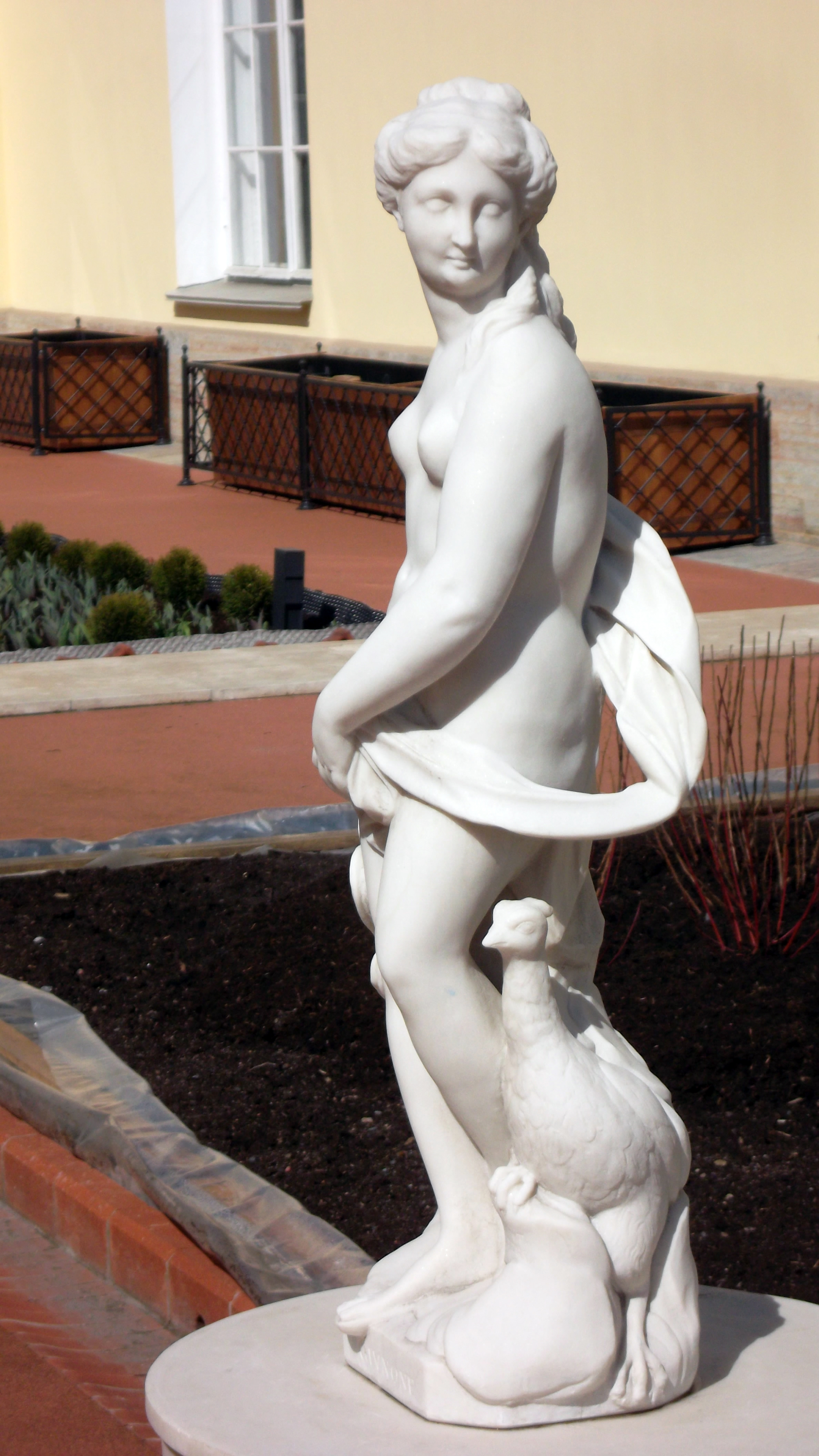
«Юнона»
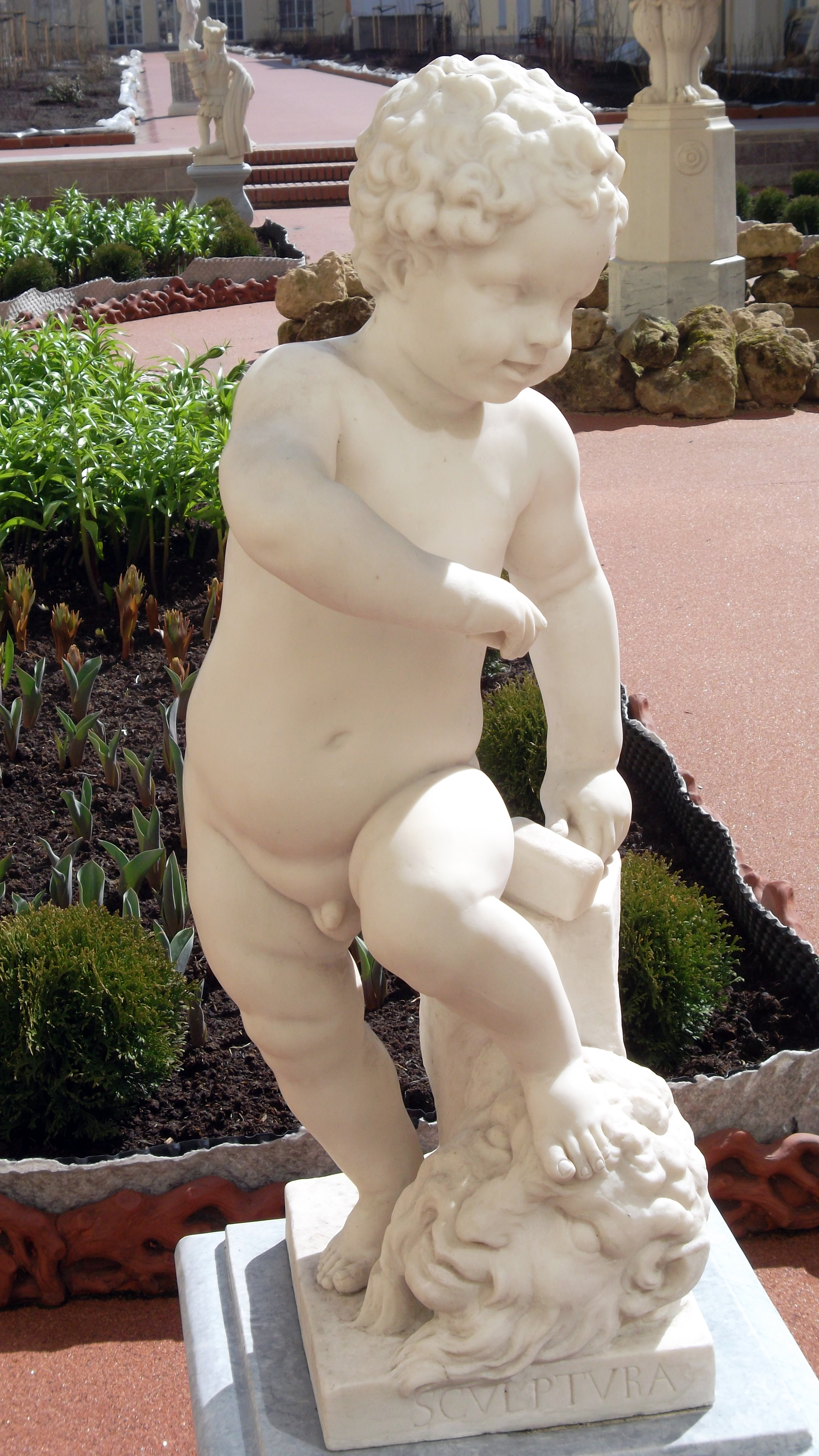
«Скульптура»
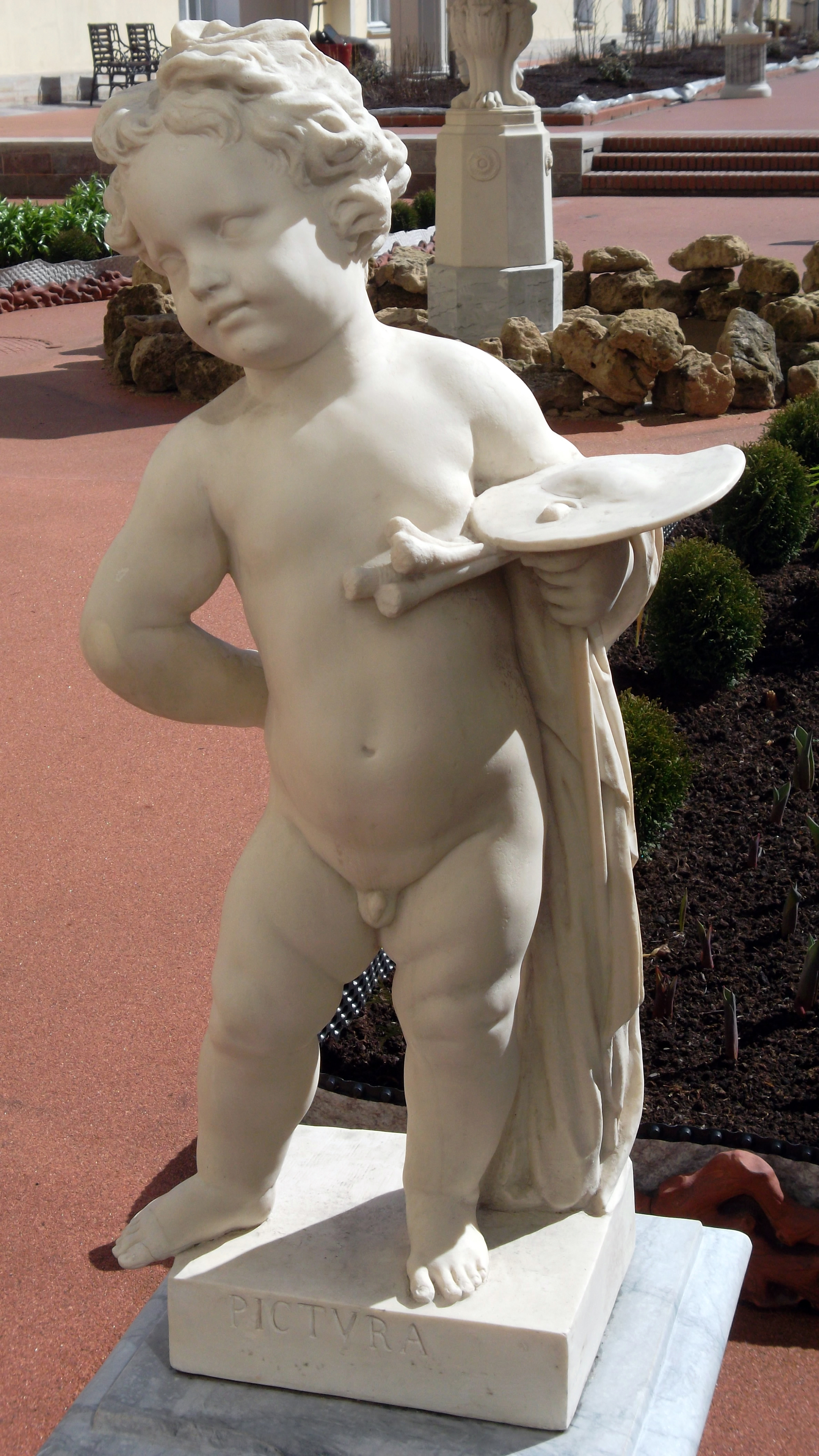
«Живопись»
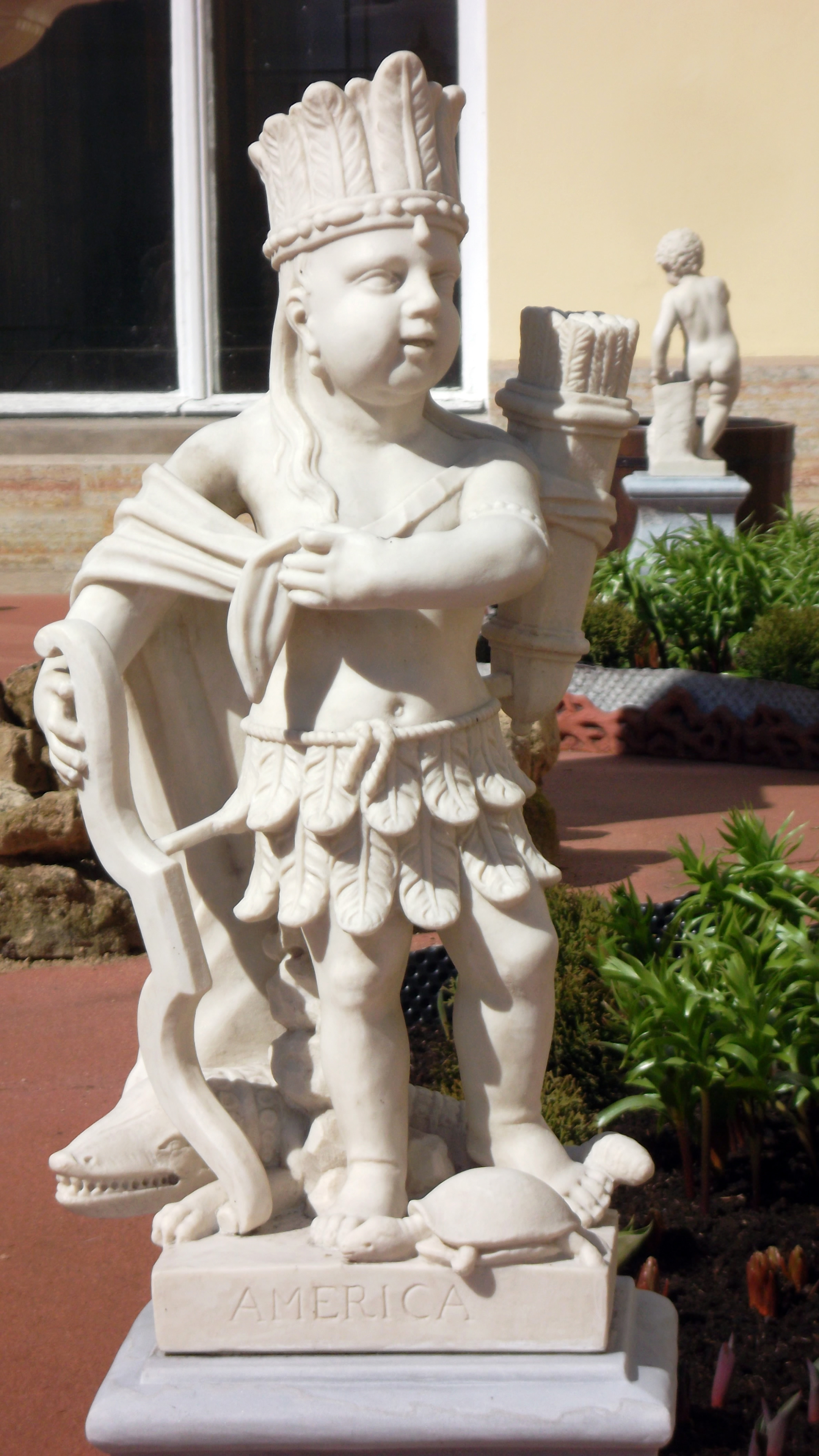
«Америка»